# 静岡県道207号奈良間手越線
静岡県道207号奈良間手越線（しずおかけんどう207ごう ならまてごしせん）は、静岡県静岡市葵区と同市駿河区を結ぶ一般県道である。

## 概要

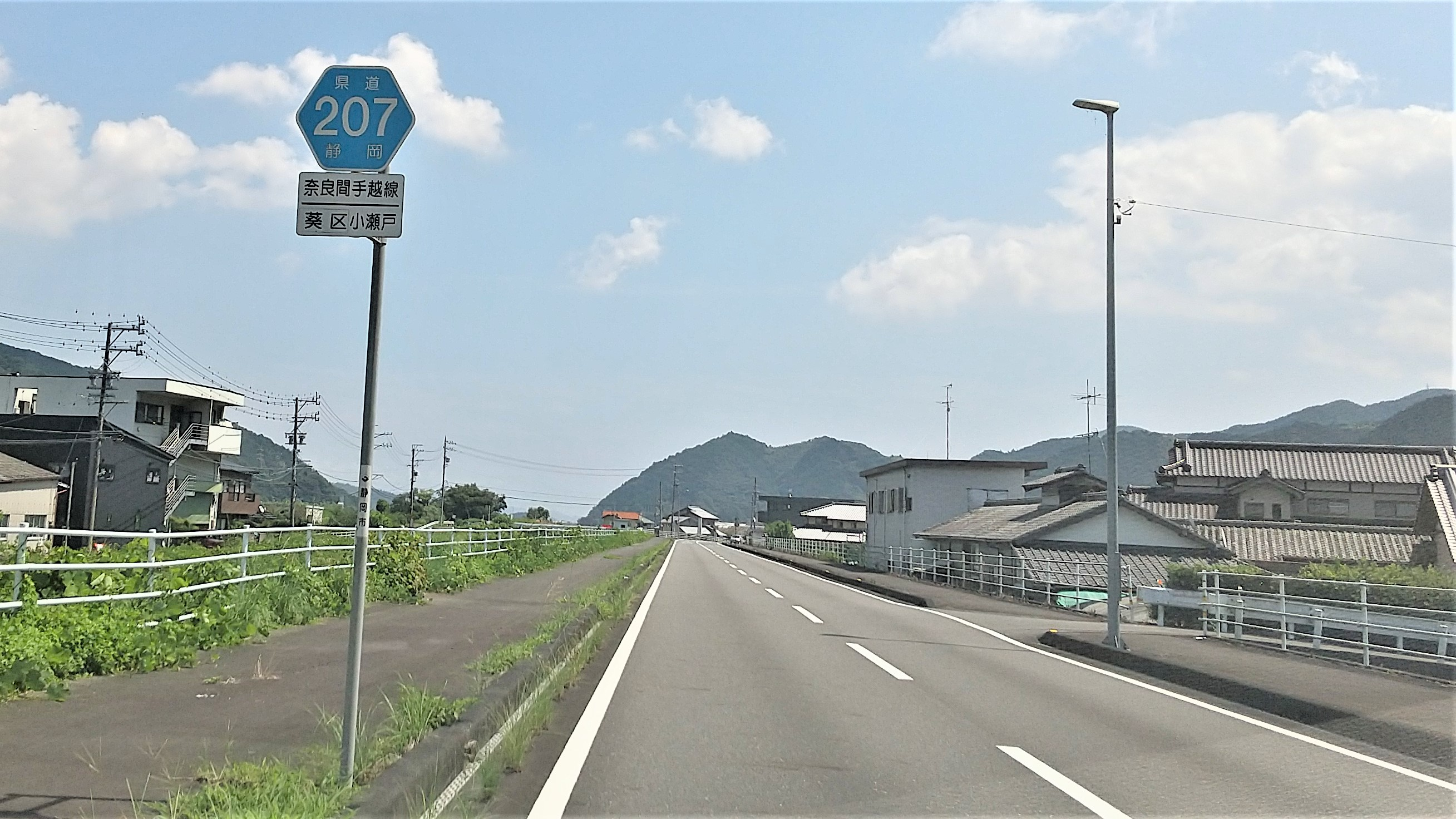
静岡市葵区小瀬戸（2022年8月）

藁科川と安倍川の合流地点を過ぎるまでは同河川の右岸沿いを通過、駿河区に入ってからは長田街道の一部として山沿いを通り、東海道（国道1号）に至る。

### 路線データ
- 起点：静岡県静岡市葵区奈良間[2]（国道362号交点）
- 終点：静岡県静岡市駿河区手越[2]（手越原交差点、国道1号、静岡県道208号藤枝静岡線交点、静岡県道366号用宗停車場丸子線終点）
- 総延長：12.531 km[1]
- 実延長：12.531 km[1]

## 歴史

### 年表
- 1973年（昭和48年）3月31日 - 静岡県告示第290号により、静岡県道に認定される[2]。

## 路線状況

### 愛称
南藁科街道、長田街道

### 重複区間
- 静岡県道209号静岡朝比奈藤枝線（4.585 km[1]）

## 地理

### 通過する自治体
- 静岡県
  - 静岡市（葵区 - 駿河区）

### 接続・交差する道路
| 交差する道路                                                          | 市町村名 | 市町村名 | 所在地 | 交差点・IC名   | 備考       |
| --------------------------------------------------------------------- | -------- | -------- | ------ | -------------- | ---------- |
| 国道362号                                                             | 静岡市   | 葵区     | 奈良間 |                | 起点       |
| 静岡県道209号静岡朝比奈藤枝線                                         | 静岡市   | 葵区     | 小瀬戸 |                |            |
| 新東名高速道路                                                        | 静岡市   | 葵区     | 小瀬戸 |                | [ 注釈 1 ] |
| 静岡県道209号静岡朝比奈藤枝線                                         | 静岡市   | 葵区     | 牧ヶ谷 | 牧ヶ谷橋交差点 |            |
| 国道1号静清バイパス                                                   | 静岡市   | 葵区     | 牧ヶ谷 | 牧ヶ谷IC       |            |
| 国道1号（現道） 静岡県道208号藤枝静岡線 静岡県道366号用宗停車場丸子線 | 静岡市   | 駿河区   | 手越   | 手越原交差点   | 終点       |

### 沿線
| 沿線                          | 市町村名 | 市町村名 | 所在地 |
| ----------------------------- | -------- | -------- | ------ |
| 静岡市立南藁科小学校          | 静岡市   | 葵区     | 吉津   |
| ファミリーマート 静岡産女店   | 静岡市   | 葵区     | 産女   |
| ファミリーマート 静岡牧ヶ谷店 | 静岡市   | 葵区     | 牧ヶ谷 |
| 静岡工業技術センター          | 静岡市   | 葵区     | 牧ヶ谷 |
| セブン-イレブン 静岡牧ヶ谷店  | 静岡市   | 葵区     | 牧ヶ谷 |
| 静岡県立静岡西高等学校        | 静岡市   | 葵区     | 牧ヶ谷 |
| ファミリーマート 静岡向敷地店 | 静岡市   | 駿河区   | 向敷地 |
| 静岡市立長田北小学校          | 静岡市   | 駿河区   | 向敷地 |
| セブン-イレブン 静岡向敷地店  | 静岡市   | 駿河区   | 向敷地 |
| 静清信用金庫 向敷地支店       | 静岡市   | 駿河区   | 向敷地 |